# Bibliothèque préfectorale de Nakanoshima
La bibliothèque préfectorale de Nakanoshima (大阪府立中之島図書館 Ōsaka Furitsu Nakanoshima Toshokan)
est une bibliothèque sur l’île Nakano-shima, à Osaka (Préfecture d'Osaka), au Japon.
Elle a été créée en 1904, et est aujourd'hui l'une des deux bibliothèques gérées par le gouvernement de la Préfecture d'Osaka. En 1993, elle possédait 930.000 objets, ce qui en faisait la deuxième plus grande bibliothèque publique du Japon.

## Histoire du bâtiment
Le style néo-baroque du bâtiment se marque par quatre colonnes massives à la porte d'entrée. Le style des murs de pierre s'harmonise bien avec les autres structures construites sur l'île à la même période. Le dôme du toit de cuivre de la bibliothèque est une caractéristique remarquable.

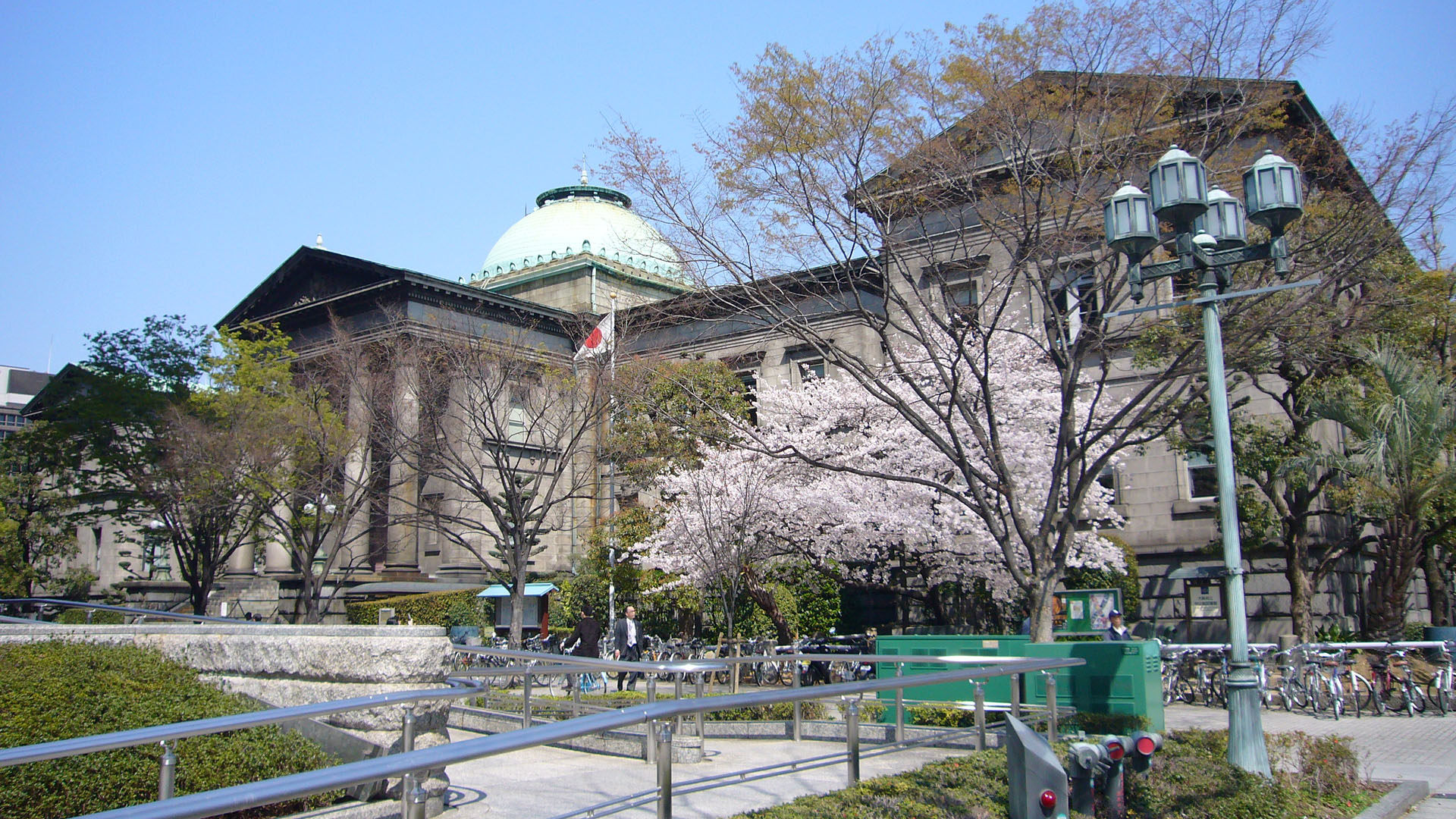
Dôme de la bibliothèque de Nakanoshima

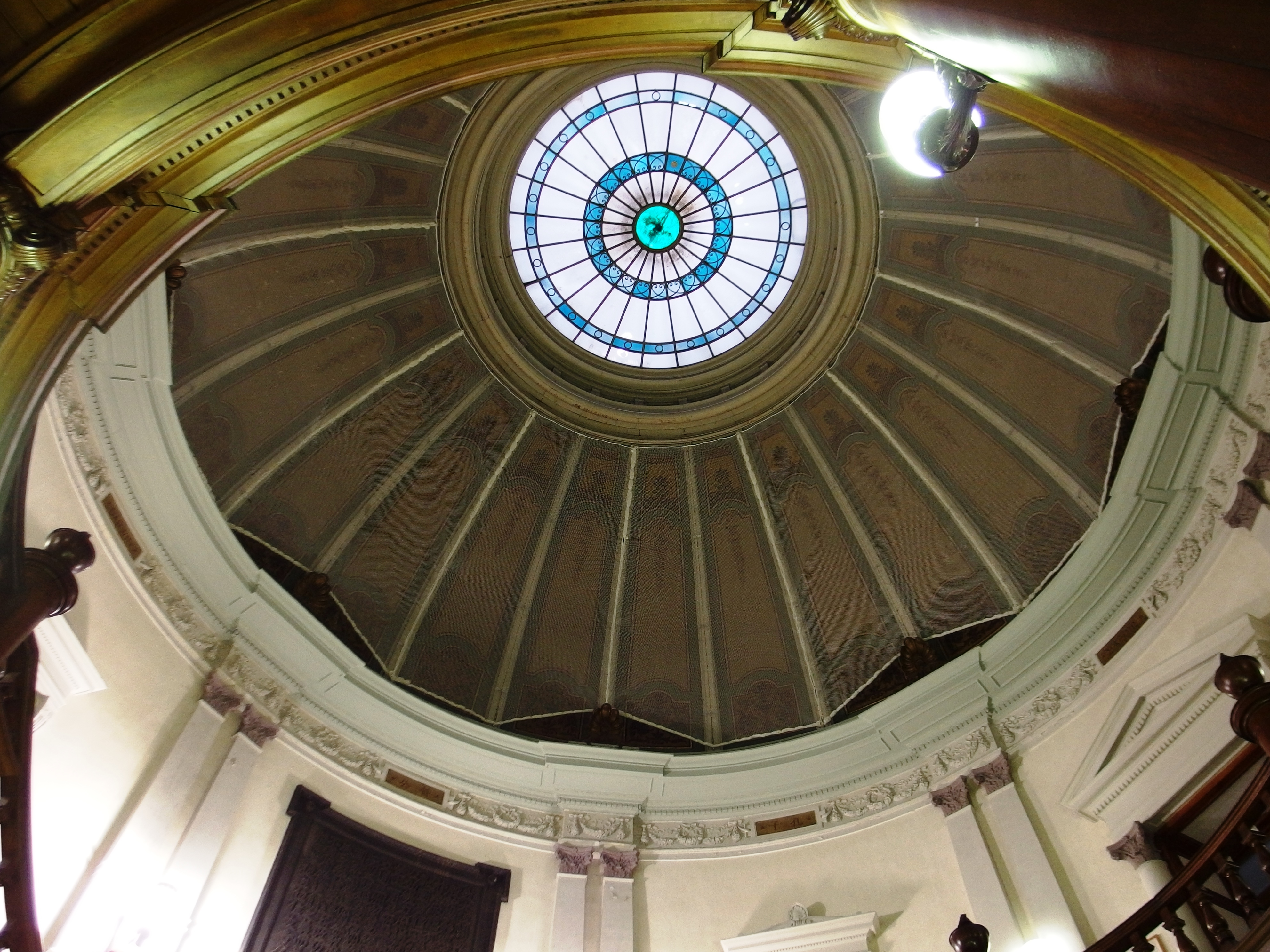
Intérieur de la bibliothèque de Nakanoshima

La construction initiale a été achevée en 1904, et d'autres travaux de construction en 1922 ont créé l'aspect extérieur actuel. Le bâtiment principal et les deux ailes ont été désignés comme biens culturels importants en 1974. Le bâtiment sert toujours de bibliothèque publique.

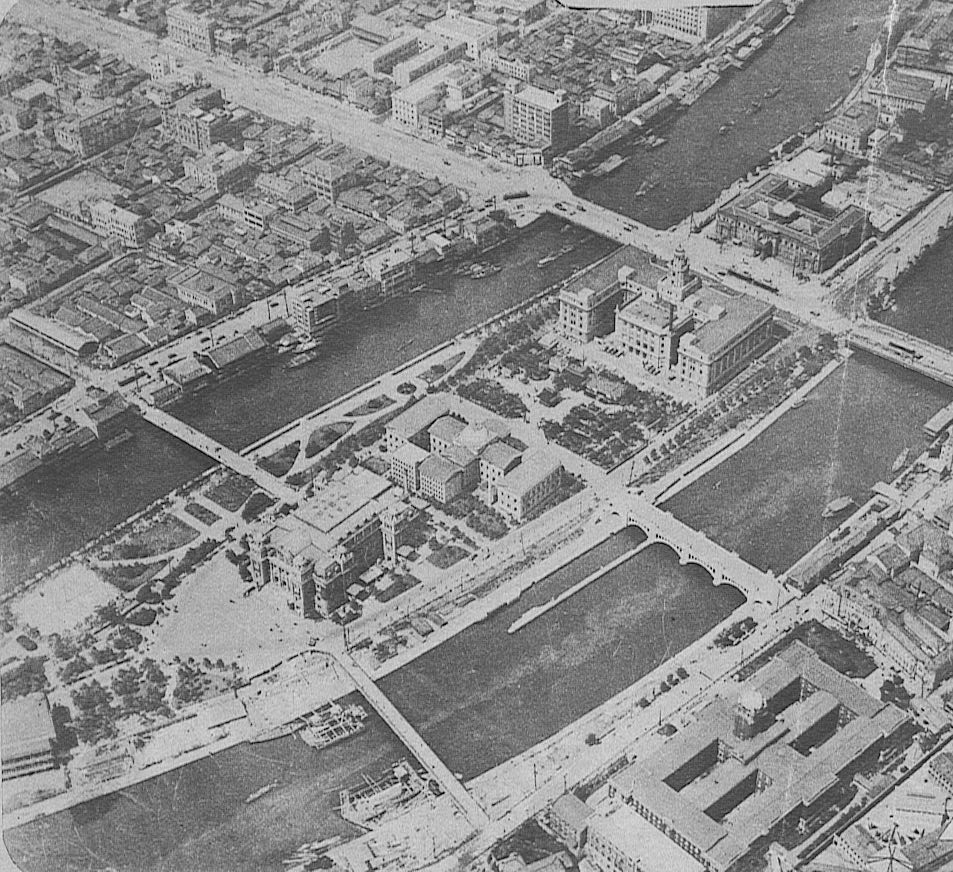
L’île Nakano-shima en 1930

La bibliothèque est située près du Parc Nakanoshima.